# Эгон-Бессер, Александр Александрович
Александр Александрович Эгон-Бессер (Александр Александрович Бессер; 1868—1950) — советский профессор, лесовод, энтомолог, участник уральской экспедиции Д. И. Менделеева в 1899 году, составитель первой систематической сводки по жесткокрылым по Среднему Уралу.

## Биография
Родился в 1868 году в селе Беково Саратовской губернии в дворянской семье. Окончил курс Великолуцкого реального училища в 1890 году.
В 27.07.1891-20.09.1895 годах проходил обучение в Императорском лесном институте.
В 1895—1908 годах состоял на службе на Урале в горно-лесном ведомстве. В 1895—1908 годах служил лесничим Шайтанского завода (господ Берг), в 1903—1908 годах — лесничим Монетной дачи ведомства Уральского горного управления.
Семья снимала небольшой двухэтажный дом по адресу Главный проспект, 69 (на месте Музея истории и археологии Урала) с двором, садиком и службами. Наверху находились спальня, столовая и гостиная. Внизу были две часто пустовавшие комнатки. В доме Эгон-Бессера проходили тайные встречи Якова Свердлова с товарищами. Александр Александрович был членом партии РСДРП.
В 1908 году семья переехала в Санкт-Петербург в дом по улице Широкая.
В 1910—1913 годах обучался в Московском сельско-хозяйственном институте, который окончил в 1913 году со степенью ученого агронома 1-го разряда. С 1914 по 1916 год состоял на службе в Петроградском Городском общественном управлении при комитете по топливу заведующим технической частью отдела Лесных заготовок, там же был членом комиссии по исследованию Синявинского торфяного болота. Во время Первой мировой войны был представителем ставки при торфяной части отдела земельных улучшений министерства земледелия. С 1916 года — начальник особого отдела лесных и торфяных заготовок Северо-Западных железных дорог.
С апреля 1917 года в доме жил Яков Свердлов. С июня по август 1917 года семья жила в деревне. В 1920 году семья переехала в Москву.
Александр Александрович служил в Главном управлении по делам кустарной и местной промышленности и промысловой кооперации (Главкустпром) ВСНХ — Наркомзема РСФСР в 1921—1922 годах.
Семья
Жена — Лидия Ивановна Эгон-Бессер, в июне 1917 года попыталась в своём письме Якову Свердлову указать о выступлениях крестьянства, о темноте и невежестве деревни.
Дочь — Кира Александровна Полонская (урождённая Эгон-Бессер) (1898—1988) — автор статьи «Воля к жизни, к борьбе» в сборнике о Якове Свердлове, с детства дружила с ним (сохранено 26 писем к ней Свердлова), работала журналисткой в большевистской газете «Солдатская правда», куда её рекомендовал Я. М. Свердлов, в редакции газеты, расположенной во дворце Кшесинской, на протяжении мая-июня 1917 года разбирала письма, отвечала на них, развозила газеты по заводам и воинским частям, не выдержав напряженной работы, заболела, и мать увезла её в деревню.
Вторая жена советского журналиста Вячеслава Полонского. Затем работала скульптором.

## Вклад в науку
В июне 1899 года принимал участие в уральской экспедиции Д. И. Менделеева, предоставил материал для книги «Уральская железная промышленность в 1899 году».
Будучи помощником хранителя музея УОЛЕ, привёл в порядок и систематизировал коллекцию насекомых Среднего Урала. Составил раздел зоологических коллекций «Каталога музея УОЛЕ», напечатанного в 1898 году. В 1902 году был избран заведующим энтомологическим отделом музея УОЛЕ.

### Публикации
- Бессер А. А. Прижизненное использование лесных деревьев, кустарников и полукустарников в естественных условиях и в лесных культурах — Москва; Ленинград: изд-во и тип. Гослесбумиздата, 1950—108 с.
- Березин В. Л., Бессер А. А., Алешко С. М. Справочник подсочника / М-во лесной и бумажной пром-сти СССР. Главлесхим. — Москва ; Ленинград: Гослесбумиздат, 1949 (2-я тип. Трансжелдориздата в Л.). — 264 с.
- Бессер А. А. Кленовосахарное производство//Природа, № 3, 1943.
- Бессер А. А. Возможности производства кленового сока в Татарии//Красная Татария, № 11, 1942
- Бессер А. А. Результаты исследований по добыче сахара из сока кленовника//Красная Татария, № 272, 1942
- Бессер А. А. Терпентинное производство: Краткое руководство для работников терпентинных промыслов — Москва; Ленинград: Огиз: Гос. изд-во с.-х. и колхоз.-кооп. лит., 1931 (Ленинград: тип. «Печатня»). — 74с.
- Бессер А. А. Борьба за урожай: Накопление и сбережение влаги в почве — М.: Гос. изд., 1921. — 70с.
- Эгон-Бессер А. А. Приложение 13. Лесное хозяйство в горнозаводских дачах (казённых и посессионных) Урала// «Уральская железная промышленность в 1899 году»/ ред. Д. И. Менделеев — СПб.: М-во финансов по Деп. торговли и мануфактур, 1900. — 464, 256, 146 с.
- Эгон-Бессер А. А. Энтомологическая фауна Среднего Урала//Записки Уральского общества любителей естествознания 1898, т. XX, стр. 459—478. Тоже отдельный оттиск стр. 1—20

## Чины и награды
За свои достижения был отмечен:
- действительный член УОЛЕ;
- 1903 — титулярный советник[5].